# Empire Records
Empire Records es una película de comedia juvenil estadounidense de 1995. Dirigida por Allan Moyle, la protagonizan Anthony LaPaglia, Robin Tunney, Rory Cochrane, Renée Zellweger, Ethan Embry, Johnny Whitworth y Liv Tyler.

## Argumento
Empire Records es una pequeña tienda de música independiente dirigida por Joe (Anthony LaPaglia). La tienda se encuentra en una ciudad sin nombre en Delaware, y al igual que los empleados, es ecléctica y única. El personal es en gran medida una familia de creación propia, con Joe como la figura del padre renuente y perpetuamente exasperado pero adorable.
La película se abre con Joe permitiendo al gerente nocturno Lucas (Rory Cochrane) cerrar la tienda por primera vez. Mientras cuenta los recibos del día, Lucas descubre que Empire Records está a punto de ser convertida en una sucursal de Music Town, una franquicia de tiendas de música. En un intento de salvar la tienda, Lucas toma la entrada de caja del día a un casino en Atlantic City. Aunque en un principio es muy afortunado, pierde la totalidad del importe en una apuesta en una mesa de dados. En lugar de ir a casa (ya que vive con Joe), duerme en su motocicleta fuera de la tienda, donde es encontrado a la mañana siguiente por el gerente de apertura A. J. (Johnny Whitworth) y su compañero de trabajo Mark (Ethan Embry). Lucas le confía a los dos los acontecimientos de la noche anterior antes de marcharse. Joe llega para ayudar a abrir la tienda y es llamado tanto por el banco como por el dueño de la tienda, Mitchell Beck (Ben Bodé), sobre el depósito que falta.
Joe se distrae de hacer frente a esta crisis inmediata debido a un evento programado de la tienda: Rex Manning (Maxwell Caulfield), un exídolo pop de los años 80, está previsto a llegar para firmar autógrafos y promover su nuevo disco. Nadie está realmente a la espera del «Día de Rex Manning», y muchos de los aficionados que vienen para los autógrafos son mujeres de edad avanzada u hombres homosexuales. Los empleados en secreto se burlan Rex detrás de su espalda sobre su carrera en desvanecimiento, e incluso su asistente Jane (Debi Mazar) más tarde revela su disgusto por la música de Rex.
Lucas vuelve luego de que la tienda abra y Joe se enfrenta a él sobre el depósito que falta. Después de decirle su corta desventura, Joe le pide a Lucas permanecer en la tienda hasta que piense en un plan para devolver los $ 9 000. Las siguientes en llegar son las cajeras Corey (Liv Tyler), un estudiante de secundaria, y su desinhibida mejor amiga y compañera de trabaja Gina (Renée Zellweger), a quienes les es contado el secreto de Lucas. Poco después llegará la empleada hostil y suicida Deb (Robin Tunney), y el novio Berko (Coyote Shivers), que parecen estar en medio de una pelea sin resolver; ambos son conscientes de secreto de Lucas.
La tarde continúa en una espiral descendente. Un joven ladrón que se identifica solo como «Warren Beatty» (Brendan Sexton III) es aprehendido fuera de la tienda por Lucas y arrestado. Alentada por Gina, el amor platónico de Corey por Rex es empujado a sus límites, para horror de sus amigos, entre ellos A. J., quien está enamorado de ella. Esto conduce a la revelación de que Corey abusa de las drogas. Gina tiene relaciones sexuales con Rex Manning, y Rex es expulsado de la tienda. Deb lleva a Corey aparte y le aconseja sobre las decisiones que está haciendo. A cambio, Corey lleva a cabo un falso funeral para Deb al que atiende toda la tienda. Gina luego se disculpa con Corey. «Warren» regresa con una pistola y toma de rehenes a la tienda. Deb se enfrenta con valentía a «Warren», confundiéndolo y distrayéndolo de su plan, y el resto del personal persuade a «Warren» para que admita que solo regresó porque sentía un parentesco con el resto de los inadaptados en la tienda. Joe le ofrece un trabajo.
Después de que la policía se va, Lucas admite derrota, y sugiere llamar a Mitchell. Sin embargo, los empleados, Joe y Jane (que desde entonces ha dejado de trabajar para Rex) juntan sus recursos para reemplazar el dinero que falta. A pesar de sus mejores esfuerzos, aun quedan cortos por miles de dólares. De repente, inspirado, Mark sale corriendo de la tienda, salta delante de un equipo de noticias que cubre el atraco, y anuncia una fiesta de beneficio a la noche tarde para «salvar el Empire». La tienda abre sus puertas y vende comida, bebidas, y otras mercancías a precios reducidos para tratar de conseguir el dinero restante. Se las arreglan para juntar lo suficiente y devuelven el dinero a Mitchell, quien a su vez ofrece venderle la tienda a Joe, admitiendo que siempre había odiado el lugar. Joe acepta. Corey se encuentra con A.J., a quien confiesa que lo ama. A.J. le dice que irá a la escuela de arte en Boston para que pueda estar con ella cuando ella vaya a Harvard. A continuación, se besan.
En la celebración de su victoria, la banda termina la noche con una fiesta de baile en el techo.

## Reparto
- Anthony LaPaglia como Joe Reaves.
- Liv Tyler como Corey Mason.
- Renée Zellweger como Gina.
- Rory Cochrane como Lucas.
- Johnny Whitworth como A.J.
- Robin Tunney como Debra.
- Ethan Embry como Mark.
- Coyote Shivers como Berko.
- Brendan Sexton III como «Warren Beatty».
- Maxwell Caulfield como Rex Manning.
- Debi Mazar como Jane.
- Ben Bodé como Mitchell Beck.
- James Kimo Wills como Eddie.

## Producción
La película fue editada severamente en posproducción, eliminando tres personajes importantes y hasta 40 minutos de película. La historia también se condensó de ocurrir durante dos días a un solo día.
Exteriores se filmaron en 15 South Front Street en Wilmington, Carolina del Norte, en un bar que tenía unos pies de espacio convertido en una réplica exacta de la tienda que se encuentra en Carolco (ahora Screen Gems) estudios, y terminaron con una gran imagen del resto de la tienda. Esto permitió a los actores entrar en las puertas ubicadas en exteriores y dar un par de pasos antes de la escena cortara al set interior en Soundstage 4. El gran mural de Gloria Estefan que Mark besa a principios de la película fue visible durante muchos años en el edificio separado, en South Water Street, que se encontraba en la parte trasera de la tienda.
El video musical de Rex Manning «Say No More, Mon Amour» se rodó antes de que la fotografía principal comenzara, y fue rodado a su vez en Wrightsville Beach en Carolina del Norte y filmado en su totalidad en un solo día. Solo estaba destinado a ser una pieza de 17 segundos para que los principales actores se burlaran de ella de la película. Sin embargo, el director del video musical grabó durante todo el día y entregó a los productores todo un vídeo musical de 4:30.

## Banda sonora

### Producción
La banda sonora para Empire Records estuvo originalmente a cargo de Atlantic Records, una filial de Warner Bros. en el momento, debido a que Warner Bros. tenía un pacto de distribución con los productores del filme, Regency Enterprises. Sin embargo, la banda sonora fue dada a A&M Records con el fin de obtener la participación de los artistas de A&M Gin Blossoms, cuya canción «Til I Hear It from You» se publicó como sencillo principal. Además de Gin Blossoms, otros cuatro actos de A&M tuvieron sus nuevas canciones publicadas en la banda sonora de Empire Records; Ape Hangers, Drill, Innocence Mission, y Lustre.
La banda sonora de Empire Records también presentó canciones de Better Than Ezra, Cracker, The Cranberries, Evan Dando (cuya versión de «The Ballad of El Goodo» de Big Star tuvo a la protagonista femenina de Empire Records Liv Tyler como voz de fondo), y Toad the Wet Sprocket, y por actos no firmados como The Martinis, Please, y Coyote Shivers. The Martinis (con los exmiembros de Pixies Joey Santiago y Dave Lovering) fueron recomendados por el presidente de la revista Hits Karen Glauber, quien era consultora musical para Empire Records, mientras que el supervisor musical de la película Bob Knickman descubrió a Please buscando en el internet por talentos adecuados para la banda sonora de Empire Records. Coyote Shivers, quien interpretó a Berko en la película, se involucró en el proyecto de Empire Records en virtud de ser el padrastro de la estrella de la película Liv Tyler, Shivers estando entonces casado con la madre de Tyler, Bebe Buell.
Dos pistas publicadas anteriormente también se incluyeron en la versión original de la banda sonora de Empire Records; «A Girl Like You» de Edwyn Collins y «Ready, Steady, Go» por The Meices (el líder de este último, Joe Reineke posteriormente lideró Alien Crime Syndicate). «The Honeymoon Is Over» por The Cruel Sea, una pista escuchada en la película que no aparece en la versión estadounidense de la banda sonora de Empire Records, fue incluido en la banda sonora de Empire Records en su lanzamiento en Australia y Alemania.
«Til I Hear It From You» de Gin Blossoms llegó al puesto #9 dando a la banda su primer hit Top 20. Otros dos temas de la banda sonora de Empire Records también fueron lanzados como sencillos: «A Girl Like You» de Edwyn Collins, que llegó al #32, y «I Don't Want to Live Today» de The Ape Hangers.
La banda sonora de Empire Records alcanzó el puesto 63 en la lista de álbumes.
El líder de Gin Blossoms Robin Wilson diría de Empire Records: «[Es] una película clásica que sólo un puñado de personas realmente vio, pero sin duda ha hecho un impacto en esa generación. Fue realmente genial haber sido parte de eso».

## Recepción
La película tuvo un mal desempeño en la taquilla y recibió críticas generalmente negativas. Solo tiene una calificación de 23% en Rotten Tomatoes basada en 21 críticas con el consenso: «A pesar de una banda sonora excelente y una buena actuación temprana de Renée Zellweger, Empire Records es sobre todo una comedia dramática adolescente tonta y previsible».
Roger Ebert llamó a la película una «causa perdida», pero proféticamente escribió que algunos de los actores podría tener un futuro en otras mejores películas; LaPaglia, Cochrane, Embry, Zellweger, Tyler y Tunney todos llegaron a alcanzar significativamente mayor fama. A pesar de su bajo rendimiento en taquilla, la película estableció una especie de estado de película de culto. A pesar de que la mayoría de las opiniones profesionales sobre Rotten Tomatoes fueron negativas, el 84% de los usuarios disfrutaron de la película.

## Remix: Special Fan Edition DVD
El 3 de junio de 2003 Warner Bros. lanzó el DVD Remix: Special Fan Edition de Empire Records. La versión no clasificada incluye 4 escenas adicionales y 16 minutos de metraje adicional (107 en total). La edición también incluye el video musical de Rex Manning para la película «Say No More, Mon Amour», dirigido por Jordan Dawes.
Para la versión 2015 de Blu-ray del nuevo propietario de la película, 20th Century Fox, solo se ha incluido la versión vista en los cines, con los extras portados de Remix: Special Fan Edition.